# 39-й гвардейский танковый полк
39-й гвардейский танковый полк - полк в составе 14-я гвардейской механизированной бригады. Принимал участие в операции Южного фронта по прорыву Миусфронта в июле 1943 года. В течение дня 21 июля в районе д. Степановка противник предпринял 6 контратак численностью до полка пехоты и 3-х танков, поддержанных сильным артиллерийско-миномётным огнём и авиацией. Части пехоты 51 корпуса и 4-й гв. мехбригады попали в трудное положение.